# Ancona Calcio 2000-2001
Questa pagina raccoglie le informazioni riguardanti l'Ancona Calcio nelle competizioni ufficiali della stagione 2000-2001.

## Stagione
Nella stagione 2000-2001 l'Ancona disputa il campionato di Serie B, raccoglie 51 punti con il decimo posto in classifica. Allenata da Fabio Brini la squadra biancorossa disputa un buon girone di andata, chiuso con 29 punti, alle spalle delle migliori, poi nel girone di ritorno flette il suo raccolto, incamerando 22 punti, ma più che sufficienti per ultimare il torneo senza nessun affanno di classifica, con il decimo posto. Il miglior realizzatore anconetano di questa stagione è stato Pietro Parente, una mezz'ala pugliese, autore di 15 reti, 4 dei quali su calcio di rigore. Nella Coppa Italia la squadra dorica disputa il girone 7 del turno preliminare, vinto dal Pescara. L'Ancona vince il primo incontro a Marassi contro il Genoa (2-3), ma avendo schierato due calciatori, Maurizio Peccarisi ed Alessandro Corallo, squalificati la stagione precedente in Coppa Italia, avrebbero dovuto quindi saltare un turno, si è vista così assegnare la sconfitta (2-0) dal Giudice Sportivo. Ad onor del vero, anche con i 3 punti persi superficialmente a Genova, l'Ancona non avrebbe comunque superato il turno preliminare di Coppa.

## Rosa

L'attaccante Eddy Baggio, di ritorno ad Ancona dopo un anno, realizza 10 reti nella sua seconda e ultima stagione in maglia dorica.

| N. |                      | Ruolo | Calciatore           |
| -- | -------------------- | ----- | -------------------- |
| 1  | Italia (bandiera)    | P     | Marco Storari        |
| 2  | Italia (bandiera)    | C     | Donato Terrevoli     |
| 2  | Italia (bandiera)    | A     | Luigi Castaldo       |
| 3  | Italia (bandiera)    | D     | Maurizio Peccarisi   |
| 4  | Italia (bandiera)    | C     | Massimiliano Favo    |
| 5  | Italia (bandiera)    | D     | Gianfranco Parlato   |
| 6  | Italia (bandiera)    | D     | Francesco Nocera     |
| 7  | Italia (bandiera)    | C     | Giuseppe Castiglione |
| 8  | Italia (bandiera)    | D     | Salvatore Russo      |
| 9  | Italia (bandiera)    | A     | Alessandro Corallo   |
| 10 | Italia (bandiera)    | C     | Marcello Albino      |
| 11 | Italia (bandiera)    | D     | Carlo Sassarini      |
| 12 | Italia (bandiera)    | P     | Marco Cerioni        |
| 13 | Italia (bandiera)    | D     | Michele Baldini      |
| 14 | Italia (bandiera)    | C     | Francesco Montervino |
| 15 | Italia (bandiera)    | D     | Vincenzo De Liguori  |
| 15 | Italia (bandiera)    | D     | Federico Tafani      |
| 16 | Italia (bandiera)    | A     | Tiziano Turchetti    |
| 17 | Italia (bandiera)    | A     | Mirko Ventura        |
| 17 | Italia (bandiera)    | C     | Pietro Parente       |
| 18 | Italia (bandiera)    | C     | Luigi Pagliuca       |
| 18 | Australia (bandiera) | C     | Nick Rizzo           |

| N. |                       | Ruolo | Calciatore                 |
| -- | --------------------- | ----- | -------------------------- |
| 18 | Italia (bandiera)     | C     | Marco Strappini            |
| 19 | Italia (bandiera)     | A     | Roberto De Palma           |
| 20 | Italia (bandiera)     | A     | Eddy Baggio                |
| 21 | Italia (bandiera)     | A     | Andrea Orocini             |
| 21 | Italia (bandiera)     | A     | Massimiliano Vieri         |
| 22 | Italia (bandiera)     | P     | Alessandro Paroli          |
| 23 | Italia (bandiera)     | D     | Paolo Guastalvino          |
| 24 | Italia (bandiera)     | C     | Diego Cerioni              |
| 25 | Italia (bandiera)     | A     | Alessandro Melli           |
| 27 | Senegal (bandiera)    | D     | Diaw Doudou                |
| 28 | San Marino (bandiera) | A     | Andy Selva                 |
| 30 | Italia (bandiera)     | C     | Marco Sesia                |
| 31 | Italia (bandiera)     | C     | Paolo Agostini             |
| 32 | Italia (bandiera)     | A     | Raffaele Biancolino        |
| 33 | Italia (bandiera)     | C     | Fabio Gentili              |
| 35 | Italia (bandiera)     | D     | Settimio Lucci             |
| 36 | Italia (bandiera)     | C     | Stefano Bono               |
| 44 | Italia (bandiera)     | D     | Stefano Mundula            |
| 77 | Italia (bandiera)     | C     | Francesco Turrini          |
| 81 | Italia (bandiera)     | D     | Gilberto D'Ignazio Pulpito |
| 83 | Italia (bandiera)     | A     | Andrea Staffolani          |
| 84 | Italia (bandiera)     | D     | Patrick Kalambay           |

## Risultati

### Campionato

#### Girone di andata
| Arbitro: | Nucini (Bergamo) |

|  |           |                              |
|  | Marcatori | 31’ Montervino 68’ E. Baggio |

| Arbitro: | Dondarini (Finale Emilia) |

|              |           |  |
| S. Russo 64’ | Marcatori |  |

| Arbitro: | Nucini (Bergamo) |

|                                             |           |            |
| Tiribocchi 2’, 6’, 90+5’ Arcadio 76’ (rig.) | Marcatori | 28’ Nocera |

| Ancona 27 settembre 2000 4ª giornata | Ancona           | 0 – 0 | Sampdoria | Stadio del Conero\| Arbitro: \| Bertini (Arezzo) \| |
| Arbitro:                             | Bertini (Arezzo) |       |           |                                                     |

| Ancona 1 ottobre 2000 5ª giornata | Ancona            | 0 – 0 | Venezia | Stadio del Conero\| Arbitro: \| Trefoloni (Siena) \| |
| Arbitro:                          | Trefoloni (Siena) |       |         |                                                      |

| Arbitro: | Bonfrisco (Monza) |

|                                  |           |                          |
| Apa 43’ Pisano 48’ Paschetta 90’ | Marcatori | 81’ De Palma 84’ Corallo |

| Arbitro: | Ayroldi (Molfetta) |

|                           |           |              |
| M. Vieri 39’ De Palma 77’ | Marcatori | 51’ Aglietti |

| Arbitro: | Trefoloni (Siena) |

|             |           |  |
| Corradi 26’ | Marcatori |  |

| Arbitro: | Ayroldi (Molfetta) |

|                |           |                                            |
| Tisci 26’, 38’ | Marcatori | 22’ (rig.) Parente 53’ M. Vieri 67’ Albino |

| Arbitro: | Zaltron (Bassano del Grappa) |

|                                            |           |               |
| Parente 31’ E. Baggio 32’, 42’ (87), rig.’ | Marcatori | 73’ Vannucchi |

| Arbitro: | Gabriele (Frosinone) |

|                    |           |  |
| Ambrosi 78’ (rig.) | Marcatori |  |

| Arbitro: | Bonfrisco (Monza) |

|                      |           |  |
| E. Baggio 22’ (rig.) | Marcatori |  |

| Arbitro: | Rodomonti (Teramo) |

|           |           |             |
| Volpi 37’ | Marcatori | 58’ Parente |

| Arbitro: | P. Rossi (Ciampino) |

|                                      |           |                   |
| Parente 29’ M. Vieri 71’ Melli 90+4’ | Marcatori | 33’ (rig.) Grabbi |

| Treviso 10 dicembre 2000 15ª giornata | Treviso                   | 0 – 0 | Ancona | Stadio Omobono Tenni\| Arbitro: \| Dondarini (Finale Emilia) \| |
| Arbitro:                              | Dondarini (Finale Emilia) |       |        |                                                                 |

| Arbitro: | Trentalange (Torino) |

|             |           |             |
| Parente 86’ | Marcatori | 38’ Lucenti |

| Arbitro: | Zaltron (Bassano del Grappa) |

|                      |           |  |
| Dell'Anno 64’ (rig.) | Marcatori |  |

| Arbitro: | Serena (Bassano del Grappa) |

|           |           |  |
| Melli 62’ | Marcatori |  |

| Arbitro: | Castellani (Verona) |

|                                      |           |  |
| Caverzan 82’ (rig.) Martusciello 87’ | Marcatori |  |

#### Girone di ritorno
| Arbitro: | Paparesta (Bari) |

|           |           |                  |
| Melli 80’ | Marcatori | 11’, 43’ Schwoch |

| Arbitro: | Preschern (Mestre) |

|            |           |              |
| Branca 55’ | Marcatori | 40’ M. Vieri |

| Arbitro: | Zaltron (Bassano del Grappa) |

|                          |           |                |
| M. Vieri 49’ Parente 58’ | Marcatori | 89’ Tiribocchi |

| Arbitro: | P. Rossi (Ciampino) |

|                                         |           |                    |
| Flachi 28’ (rig.), 78’ (rig.) Luiso 86’ | Marcatori | 39’ (rig.) Parente |

| Arbitro: | Bertini (Arezzo) |

|                          |           |              |
| Maniero 25’ Foglio 45+2’ | Marcatori | 84’ S. Russo |

| Arbitro: | Gabriele (Frosinone) |

|                                           |           |              |
| M. Vieri 8’ Parente 63’ (rig.) Albino 80’ | Marcatori | 47’ Zampagna |

| Arbitro: | Palmieri (Cosenza) |

|                |           |             |
| Bizzarri 90+1’ | Marcatori | 31’ Parente |

| Arbitro: | Borriello (Mantova) |

|                                                |           |                 |
| Parente 6’ M. Vieri 18’, 36’, 90+4’ Favo 90+1’ | Marcatori | 7’, 31’ Corradi |

| Arbitro: | Saccani (Mantova) |

|                                           |           |                          |
| Montervino 25’ Parente 75’ M. Vieri 90+3’ | Marcatori | 2’ Zoppetti 4’ Palladini |

| Arbitro: | Trefoloni (Siena) |

|                                            |           |                                 |
| De Luca 14’, 46’ Campedelli 64’ Melosi 85’ | Marcatori | 66’ (rig.) Parente 68’ De Palma |

| Arbitro: | Preschern (Mestre) |

|                  |           |  |
| Parente 20’, 22’ | Marcatori |  |

| Arbitro: | Soffritti (Ferrara) |

|                                    |           |               |
| S. Rossini 30’ Carparelli 37’, 56’ | Marcatori | 45+1’ Parente |

| Arbitro: | Racalbuto (Gallarate) |

|  |           |                         |
|  | Marcatori | 19’ Caccia 53’ Rastelli |

| Arbitro: | Trefoloni (Siena) |

|                                         |           |                            |
| Benin 44’ Grabbi 57’ (rig.) Miccoli 79’ | Marcatori | 12’ E. Baggio 85’ De Palma |

| Arbitro: | Rodomonti (Teramo) |

|                             |           |             |
| Turrini 28’, 51’ Albino 53’ | Marcatori | 13’ Minotti |

| Arbitro: | Trefoloni (Siena) |

|                        |           |                        |
| Suazo 18’ D. Conti 22’ | Marcatori | 49’ E. Baggio 55’ Bono |

| Arbitro: | Trefoloni (Siena) |

|                  |           |                                                                   |
| Parente 19’, 20’ | Marcatori | 25’ Vakouftsis 29’, 42’ Pellizzaro 38’ Paquito 89’ (rig.) Tentoni |

| Arbitro: | Bonfrisco (Monza) |

|                                           |           |                |
| Cribari 45+2’ Maccarone 60’ Di Natale 72’ | Marcatori | 26’ Staffolani |

| Arbitro: | Dondarini (Finale Emilia) |

|                |           |                |
| Staffolani 17’ | Marcatori | 21’ De Gasperi |

### Coppa Italia

#### Turno preliminare gruppo 7
| Arbitro: | Fausti (Milano) |

|                                 |           |                                                |
| Francioso 15’ (rig.) Nicola 68’ | Marcatori | 10’ (rig.), 84’ (rig.) E. Baggio 90+2’ Corallo |

| Arbitro: | Ayroldi (Molfetta) |

|                                     |           |                |
| E. Baggio 39’ (rig.) Biancolino 87’ | Marcatori | 90+3’ Farssane |

| Arbitro: | Soffritti (Ferrara) |

|  |           |            |
|  | Marcatori | 80’ Pisano |